# Primrose Path

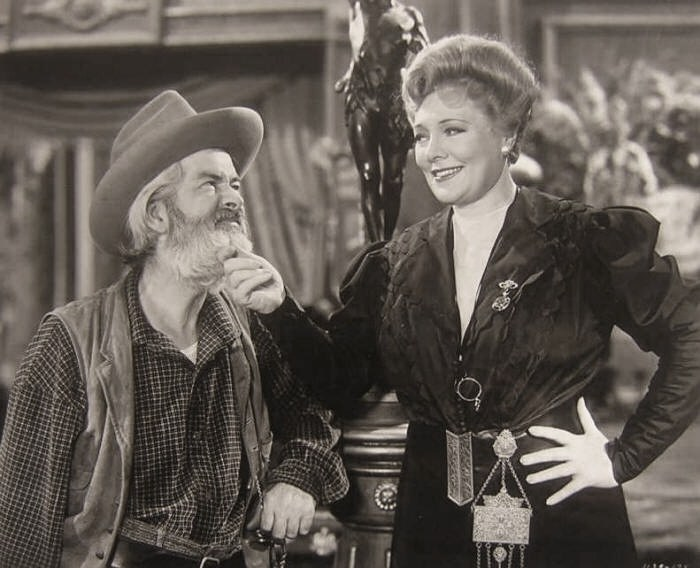
Marjorie Rambeau, na foto com George 'Gabby' Hayes em In Old Oklahoma (1943), especializou-se em papéis de mulheres maltratadas, como em Primrose Path e Torch Song, que lhe renderam suas duas indicações ao Oscar. O álcool causou-lhe diversos acidentes automobilísticos que a deixaram praticamente desabilitada. Morreu em 1970, aos oitenta anos.

Primrose Path (bra: Quero Ser Feliz) é um filme estadunidense de 1940, do gênero drama, dirigido por Gregory La Cava e estrelado por Ginger Rogers e Joel McCrea. O filme desafiou a censura comandada por Joseph Breen pelo retrato realista da prostituição e pela crueza dos diálogos. Uma das mais ousadas e interessantes produções da RKO Pictures no ano, apesar de cair em abominável dramalhão, Primrose Path fez boa carreira junto ao público e demonstrou, mais uma vez, o carisma de Ginger, que naquele mesmo ano ganharia uma estatueta do Oscar, mas por outro filme -- Kitty Foyle.
O elogiado desempenho de Marjorie Rambeau rendeu-lhe uma indicação ao Oscar de Melhor Atriz Coadjuvante.
A dupla central já havia contracenado antes, em Chance at Heaven (1933), também produzido pela RKO Pictures.

## Sinopse
Filha e neta de prostitutas, Ellie May quer outro tipo de vida para si. Conhece e casa-se com o operário Ed, porém esconde seu passado. O contato dele com seus parentes acaba por separá-los. Ellie volta a viver com a família e, com a morte da mãe, cabe a ela sustentar a casa.

## Premiações
| Prêmio | Categoria                                   | Situação |
| ------ | ------------------------------------------- | -------- |
| Oscar  | Melhor Atriz Coadjuvante (Marjorie Rambeau) | Indicado |

## Elenco
| Ator/Atriz       | Personagem      |
| ---------------- | --------------- |
| Ginger Rogers    | Ellie May Adams |
| Joel McCrea      | Ed Wallace      |
| Marjorie Rambeau | Mamãe Adams     |
| Henry Travers    | Gramp           |
| Miles Mander     | Homer           |
| Queenie Vassar   | Avó             |
| Joan Carroll     | Honeybell       |
| Vivienne Osborne | Thelma          |
| Carmen Morales   | Carmelita       |